# Neuro Nōgami
Neuro Nōgami (脳噛ネウロ?  lit. "Nōgami Neuro") es el protagonista de la serie manga Nōgami Neuro, el Detective Demoníaco (魔人探偵脳噛ネウロ?  lit. "Majin Tantei Nōgami Neuro"). Es un demonio que se alimenta de enigmas. Una vez que hubo devorado todos los enigmas de mundo demoníaco, se trasladó a la Tierra en busca de más.
Allí conoce a la estudiante de secundaria Yako Katsuragi, a quien obliga a trabajar como detective para encontrar nuevos enigmas. Cuando los resuelve, el culpable libera la energía negativa que le llevó cometer el crimen y Neuro se la come.

## Características
Neuro Nōgami es un detective demoniaco que viajó al mundo humano con el propósito de encontrar el enigma definitivo.
A pesar de que es Neuro quien resuelve los enigmas, debido a que las leyes del mundo demoniaco le prohíben ser famoso entre los humanos, obliga a Yako a actuar como el detective en público y él se hace pasar por su asistente.
En el manga se da a entender que, en su mundo, Neuro es un demonio de alto nivel: así lo mencionan tanto él mismo como el demonio Zera. También se comenta que odia las capibaras.
En el mundo humano, Neuro carece de miasma (equivalente al oxígeno en el mundo demoniaco) salvo cuando está cerca de aguas termales, y también necesita dormir aproximadamente tres horas al día.

### Apariencia
Debido a que las leyes del mundo demoniaco no permiten a sus habitantes llamar la atención en otros mundos, Neuro Nōgami se muestra, casi siempre, en su forma humana. Sin embargo, puede cambiar a voluntad cualquier parte de su cuerpo por su correspondiente forma demoniaca. De su forma demoniaca conserva, en todo momento, los dientes afilados y las garras, que esconde bajo unos guantes.
En su forma humana, Neuro toma la apariencia de un hombre de unos veinticinco años,  alto y esbelto, con los ojos verdes. Su pelo es  rubio, largo hasta la nuca, con algunos mechones negros y horquillas con forma de triángulo en las puntas. Estas horquillas le proporcionan energía demoniaca a Neuro cuando las muerde y, si las une entre sí, regeneran su energía demoniaca tres veces más rápido de lo normal. Además, su flequillo se “encrespa” cuando percibe un enigma. Se viste con un traje azul con botones triangulares de color amarillo, un chaleco y un pañuelo blanco, y zapatos y guantes negros.
La forma demoniaca de Neuro apenas se muestra en el manga de Yūsei Matsui: casi nunca aparece de cuerpo entero o lo hace de espaldas. Su rostro se asemeja al de un loro morado, con un enorme pico, dientes afilados y orejas peludas. En la parte posterior de la cabeza tiene dos cuernos amarillos que se curvan hacia abajo.

### Personalidad
Neuro es un personaje sádico, arrogante y egocéntrico. Su único interés es encontrar, resolver y devorar enigmas y, para lograrlo, suele chantajear, manipular e incluso torturar a las personas, especialmente a Godoi y a Yako.
Debido a su naturaleza demoniaca, Neuro no entiende los sentimientos humanos y, por lo general, tampoco le interesan: solo muestra interés por ellos cuando Yako abandona la agencia de detectives, pero en ningún momento llega a comprenderlos.
Sin embargo, su punto de vista con respecto a los humanos evoluciona a lo largo de la historia: si bien al comienzo solo los ve como esclavos y como una fuente de alimento, según avanza la trama comienza a confiar en ellos, por ejemplo, en Godai y Sasazuka en el enfrentamiento contra Vijaya, y en Yako para encontrar la contraseña en el caso de HAL y para traer de vuelta a X (Sai) en la batalla final contra Eleven y Six.
A pesar de que Neuro no considera que ninguno de los delincuentes a los que se enfrenta durante su estancia en la Tierra sea su enemigo, ni siquiera X (Sai), sí ve a Six como un adversario. Esto se debe a que el objetivo de Six es aniquilar a la raza humana, lo que supondría la destrucción de la fuente de alimento de Neuro.
Detesta los enigmas artificiales, es decir, aquellos que han sido creados con el único propósito de que él los resuelva porque, según él, no tienen el mismo sabor que aquellos que nacen de las malas intenciones.

## Otras apariciones

### Anime
En la adaptación anime, Neuro conserva la misma personalidad y apariencia que en el manga, salvo que su flequillo y sus guantes, en lugar de ser negros, son marrones.
Sin embargo, los fanes del manga responden negativamente ante la adaptación, criticando los cambios que se han hecho sobre los personajes y la historia. En Mania Entertainment, Chris Beveridge criticó la apariencia de Neuro Nōgami en el anime, de la que dice que es “casi cómica”.

### Videojuegos
Neuro Nōgami aparece en los juegos Majin Tantei Nōgami Neuro Batoru Da Yo! Hannin Shūgō! (魔人探偵脳噛ネウロ　バトルだヨ！ 犯人集合！ lit. "Majin Tantei Nōgami Neuro Batoru Da Yo! Hannin Shūgō!"?), de PlayStation  2, y Majin Tantei Nōgami Neuro: Neuro to Yako no Bishoku Sanmai Suiritsuki Gurume to Misuterī (魔人探偵脳噛ネウロ ネウロと弥子の美食三昧 推理つき グルメ＆ミステリー lit. "Majin Tantei Nōgami Neuro: Neuro to Yako no Bishoku Sanmai Suiritsuki Gurume to Misuterī"?) de Nintendo DS.
También aparece entre los personajes del juego Jump Ultimate Stars, de Nintendo DS, donde usa a Yako para algunos de sus ataques, y como personaje de apoyo en el juego de lucha crossover J-Stars Victory Vs.

## Curiosidades
- Su apellido es Nōgami, escrito con los caracteres 脳噛, que significan, literalmente, "morder, cerebro".